# Rue Maurice-Sibille
La rue Maurice-Sibille est une voie de Nantes, en France.

## Situation et accès
Située dans le centre-ville de Nantes, la rue Maurice-Sibille, qui relie la rue des Cadeniers (devant l'entrée ouest du cours Cambronne) à la rue Flandres-Dunkerque-40 (dans le prolongement de la rue du Bâtonnier-Guinaudeau), est bitumée et ouverte à la circulation automobile.

## Origine du nom
Elle honore Maurice Sibille, député de la Loire-Inférieure de 1889 à 1932, 

## Historique
La voie est d'abord nommée « rue Cambronne », le 12 mars 1844, en hommage à Pierre Cambronne (1770-1842), général d'Empire puis « rue Maurice-Sibille » par délibération du conseil municipal du 30 novembre 1936.
En 1946, les travaux d'aménagement du tunnel ferroviaire de Chantenay sont entamés. Cette partie est souterraine, et achevée en 1950.